# 拉弗伊 (芒什省)
拉弗伊（法語：La Feuillie，法語發音：[la fœji]）是法国芒什省的一个市镇，属于库唐斯区。

## 地理
拉弗伊（49°10'39"N, 1°28'49"W）面积12.46 平方千米，位于法国诺曼底大区芒什省，该省份为法国西北部沿海省份，西、北、东北三面环大西洋，东起顺时针与卡爾瓦多斯省、奧恩省、马耶讷省和伊勒-维莱讷省接壤。
与拉弗伊接壤的市镇（或旧市镇、城区）包括：克雷昂斯、米利埃、米讷维尔勒班加尔、皮鲁、莱赛。

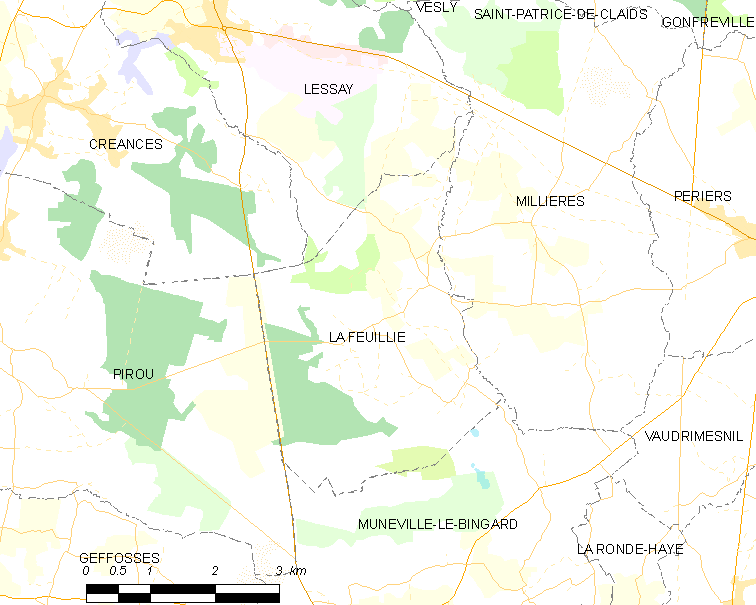
的OSM定位图

拉弗伊的时区为UTC+01:00、UTC+02:00（夏令时）。

## 行政
拉弗伊的邮政编码为50190，INSEE市镇编码为50182。

## 政治
拉弗伊所属的省级选区为克雷昂斯县。

## 人口

1962-2008年间人口变化图示

拉弗伊于2022年1月1日时的人口数量为299人。